# 결과에 호소하는 논증
결과에 의거한 논증(라틴어: argumentum ad consequentiam) 또는 결과에의 호소(영어: appeal to consequences)란, 어떠한 전제 (통상은 신념)에 따르면 최종적으로 바람직한 (또는 바람직하지 않은) 결과가 이끌리는 것에 기초를 두고, 그 전제가 참 (또는 거짓)이라고 결론 붙이는 논증이다. 감정에 호소하는 논증에 근거하는 것으로, 전제의 진릿값은 결과의 바람직함과는 무관계하다는 의미로 오류의 1형식이다. 결과가 바람직한지 바람직하지 않은지를 판단하는 시점에서, 본질적으로 주관을 밴 논증이 되어 있다.
논리학에서는, 결과에 호소과는 전제의 진릿값 (참인지 거짓인지)를 결과에 근거해 논증하고 있는 경우만을 가리킨다. 전제의 적절함 (좋은지 나쁜지, 올바른지 잘못되어 있는지)에 대한 논증은 포함되지 않는다. 그러한 논증은 논리학이 아니고 윤리학의 범주에 있으며, 오류는 아니다. 뿐만 아니라, 귀결주의 등의 이론에서는 중요한 기초가 되고 있다.

## 일반 형식
결과에의 호소에는 2종류의 논증 형식이 있다.

### 긍정형
P라면 Q가 일어난다.
Q는 바람직하다.
따라서 P는 참이다.
그 구성은 희망적 관측과 밀접하게 관련하고 있다.

#### 예
- '원주율은 아마 유리수이다. 그렇게 되면 모두 더 우아하게 설명할 수 있으니까'
- '부동산 시장은 금년도 우견오름이다. 주택 오너는 캐피털 게인을 향수할테니까'
- '인간은 빛보다 빠르게 이동하게 될 것이다. 초광속은 우주여행에 최적이니까'

### 부정형
P라면 Q가 일어난다.
Q는 바람직하지 않다.
따라서 P는 거짓이다.
힘에 호소 (argumentum ad baculum)는 이 형식의 특별한 예이다.
이 형식은 후건 부정의 형식과 비슷하다. 그러나 'Q는 바람직하지 않다'와 'Q는 거짓이다'는 등가는 아니기 때문에, 양자는 다르다.

#### 예
- '선택 공리는 바나흐-타르스키 역설을 내포하고 있어, 기하학이 상식에 반하고 있는 것을 의미하므로 잘못되어 있다'
- '무신론은 잘못되어 있다. 왜냐하면 사후의 영원한 행복을 부정하고 있으니까' (파스칼의 내기)
- '자유 의지는 존재한다. 만약 존재하지 않는다면, 우리는 모두 기계라는 것이 되어 버리니까'
- '이 6명이 이긴다면, 경찰의 유죄의 제기가 위증이며, 자백이 강요 당한 것으로, 증거가 부적절하고, 판결이 잘못되어 있던 것을 의미할 것이다… 이것은 그런 오싹한 전망이기 때문에, 이 땅의 현명한 사람들은 판결을 더 이상 잡아늘이는 것이 올바를 리가 없다고 할 것이다' Lord Denning이 Birmingham Six 사건의 판결 안에서 말한 한 마디
- '신의 존재를 증명할 필요는 없다. (왜냐하면) 만약 내가 신은 없다고 납득하면, 나에게는 도덕적으로 책임이 없는 것을 의미하니까등' 전도사 Ray Comfort의 무신론의 철학에 대한 말[2]. 도덕적 책임 능력은 신에 유래하는 것을 전제로 하고 있어, 선결문제 요구의 오류의 예이기도 하다.
- 나카지마 아쓰시 '제자'에 인용된바에 의하면, 공자는 영계에 대한 물음에 '있다면 효성스러운 아이는 나을 전망이 없는 부모를 죽이려고 하겠지만 그것은 바람직하지 않다. 없다면 불효인 아이는 장의나 제사 따위 보지 않을 것이지만 그것도 바람직하지 않다'라고 대답했다. 공자는 '아직도 삶을 알지 못하는데, 어찌 죽음을 알겠는가'라고 말하고 있지만, 이와 같이 결과에 호소는 '그것에 대해서는 모른다'라고 하기 위해서도 사용할 수 있다.

## 같이 보기
- 후건긍정
- 공포에 호소
- 권위에 호소
- 희망적 관측
- 인신 공격 - 특히 '상황 대인 논증'
- 오류
- 공리주의